# 上陸戦
上陸戦（じょうりくせん、英語: Landing warfare）は、戦争における戦闘形態の一つ。一般的には、上陸を伴う攻勢作戦（水陸両用作戦）と、これに対する防勢作戦（上陸防御作戦）によって発生する。
なお上陸作戦（英: landing operation）は水陸両用作戦（英: amphibious operation）とおおむね同義とされるが、ニュアンスとしては水陸両用作戦の方が上陸作戦よりも広範な意味を含むとされる。すなわち、上陸作戦は敵地に上陸する前後を焦点とするのに対し、水陸両用作戦は、上陸前の広範な海空作戦から作戦終了後の撤退までも含む広範な概念とされる。

## 近世以前

### 西ユーラシア
領土への上陸戦は、陸戦に海軍を用いる最良の事例であり、その歴史は海戦と同じくらい古いとされる。例えば紀元前12世紀頃には、古代エジプトは地中海の海の民による攻撃に晒されていたとの記録が残されており、また同時期に戦われたとされるトロイア戦争でも、古代ギリシアがトロイを攻撃するためにまず橋頭堡を確保したとされている。
紀元前5世紀のペルシア戦争では、アケメネス朝ペルシアが古代ギリシアへの遠征軍を上陸させたほか、古代ギリシアの諸都市も、艦隊を用いてペルシア軍の背後に部隊を上陸させるという作戦を行っていた。その後のペロポネソス戦争において、アテナイによるシケリア遠征の失敗は、戦争全体の重要な転換点となった。また紀元前3世紀のポエニ戦争でも、いくつかの上陸戦が戦争の帰趨に影響を与えていた。
グレートブリテン島でもたびたび上陸戦が戦われてきた。共和政時代のローマによるブリタンニア侵攻ののち、ローマ帝国時代の遠征によって属州としてのブリタンニアが成立した。また5世紀に入ってローマによる支配が終了した後にはアングロ・サクソン人、ヴァイキング（ノース人）、そしてノルマン人の襲撃に晒された。

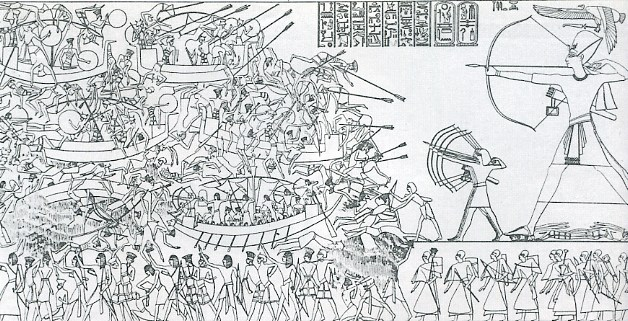
海の民とエジプト第20王朝との戦い
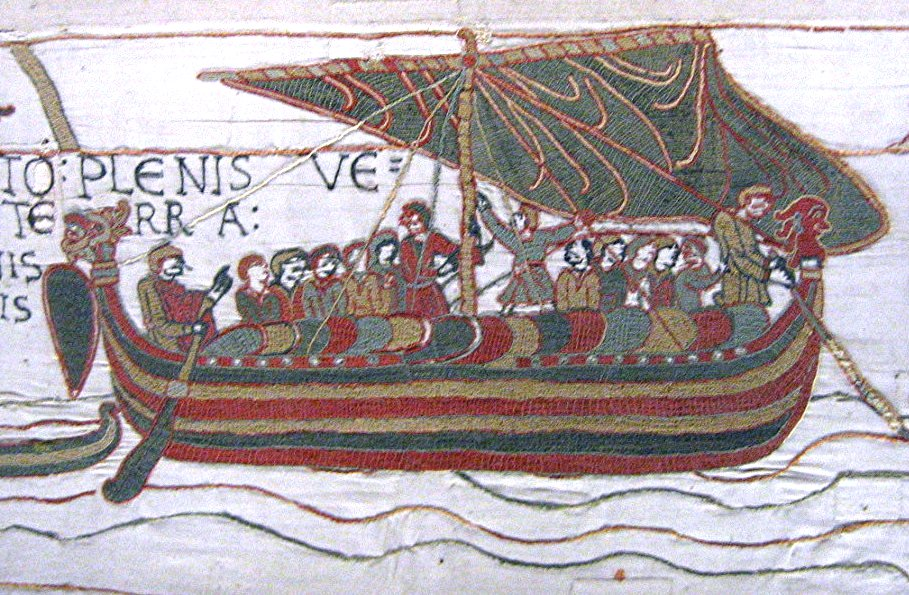
ノルマン・コンクエスト

### 東ユーラシア
朝鮮半島では、新羅の要請を受けた唐が660年に百済に上陸・侵攻し、同国の滅亡をもたらした。その後、百済の遺臣が再起を期して蜂起し、同国と関係が深かった倭国もこれを支援するために渡海・出兵したが、これらの試みも白村江の戦いの敗北によって断念された。
1180年代の治承・寿永の乱では、平家側は倶利伽羅峠の戦いでの敗北以後は屋島に拠点をおいた水陸両用軍に再編され、水島の戦いでは制海権を得ないままに上陸戦を試みた源氏軍を破っており、源義仲の滅亡のきっかけとなった。一方、源氏側も源義経の指揮下に四国に奇襲上陸し、現地の源氏勢力を糾合して屋島を攻撃（屋島の戦い）、勝利を収めた。
13世紀後半には、モンゴル帝国（元朝）およびその属国である高麗によって、北部九州への上陸戦が行われた（元寇）。1274年の文永の役では、橋頭堡を攻撃した日本側の突撃騎兵は元軍の短弓による速射によって大損害を蒙り、また日本側が兵力の逐次投入を行ったこともあって、緒戦は元軍の優勢のうちに推移したが、日本側の主力部隊が戦闘加入した場合は劣勢になることが懸念され、また矢の残弾にも不安があり、元軍は撤退した。
1281年の弘安の役では、元軍は投入兵力が多かったこともあって東路軍と江南軍に分けて渡海しており、まず東路軍が博多湾への上陸を試みたが、防塁に拠って戦う日本側と激戦となり、江南軍と合同するため壱岐島へと後退した。一方、江南軍は無防備な平戸島に上陸して拠点化したのち、東路軍の一部とともに鷹島に上陸・占領した。その後、おそらく伊万里湾付近に上陸して大宰府への進撃を企図していたものと推測されているが、この作戦を発動する前に襲来した台風によって船艇や人員に大損害を受け、撤退した。
14世紀には、逆に日本側が大陸側へと上陸する事例が相次ぎ（倭寇）、まず朝鮮半島南岸、後には反明住民の手引で山東半島沿岸、更には江南・福建に及んだ。ただしその戦法はゲリラ戦を基本としており、明・朝鮮側が正規軍を投入して征討するようになると、対抗できずに頽勢となっていった。

## 近代
16世紀の英西戦争において、フランシス・ドレークの指揮下に、イギリス軍はスパニッシュ・メインの要地を相次いで襲撃した。イギリスは陸軍力が比較的弱体であったものの、これを強力な海軍力と組み合わせて運用することで、イギリス帝国へと成長していった。
しかしその後、沿岸砲の高威力化と機雷や水雷艇など新兵器の登場・発達で沿岸防備が強化されていったことから、19世紀末までには、上陸作戦は従来ほど効果的に実施できなくなった。またフランス革命期の国民軍の登場によって従来より容易に大軍を編成可能となったほか、鉄道や自動車といった新たな輸送機関の登場によって、船舶に頼らずとも地上だけでこのような大兵力を輸送できるようになり、更に電信など地上での通信技術が発達したことで、水陸両用作戦部隊の戦略的優位性は低下した。アントワーヌ＝アンリ・ジョミニが敵前上陸作戦に否定的だったためか、各国陸軍ともに水陸両用作戦はあまり重視しなかった。
日清戦争では威海衛の戦いなどで上陸戦が発生しているが、この時期の日本軍では、イギリス軍に範をとって、海軍陸戦隊の先導下で大日本帝国陸軍部隊が上陸するという手順を採用していた。
日露戦争では、第2軍の攻撃に伴って遼東半島で上陸戦が発生したが、これは世界的にも史上類例がない大規模な陸海軍協同作戦であった。
第一次世界大戦ではいくつかの上陸戦が生起したが、そのうち作戦規模が最大であったものが1915年のガリポリの戦いであった。これはダーダネルス海峡の突破を図る連合国が、地上から同海峡の解放を図ったものであったが、奇襲の要素が無く、地形上艦砲射撃の効果も少なく、旧態依然の端艇や艀による上陸のため、オスマン帝国軍の反撃を受けて大損害を蒙り、失敗した。

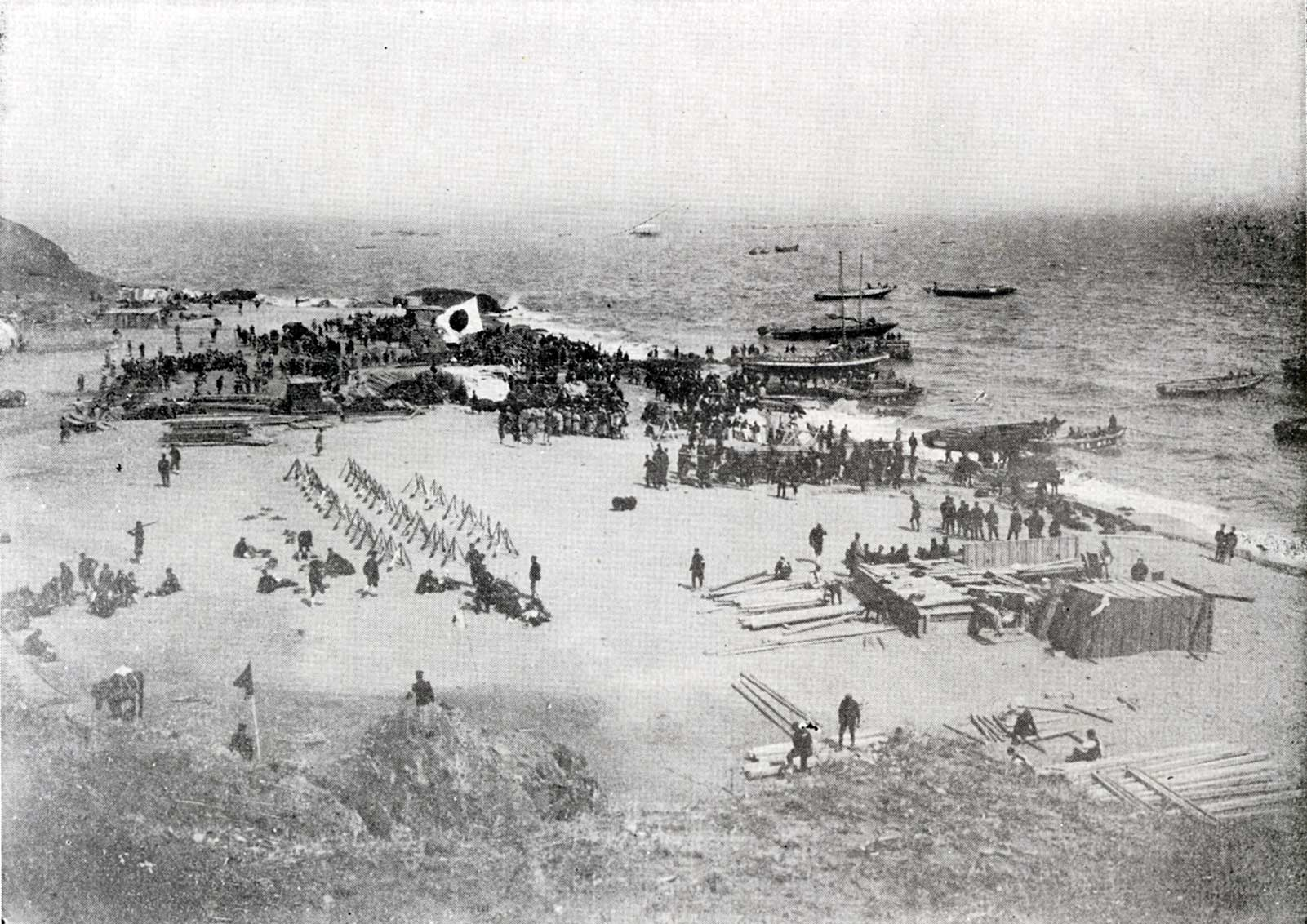
南山の戦いでの上陸戦
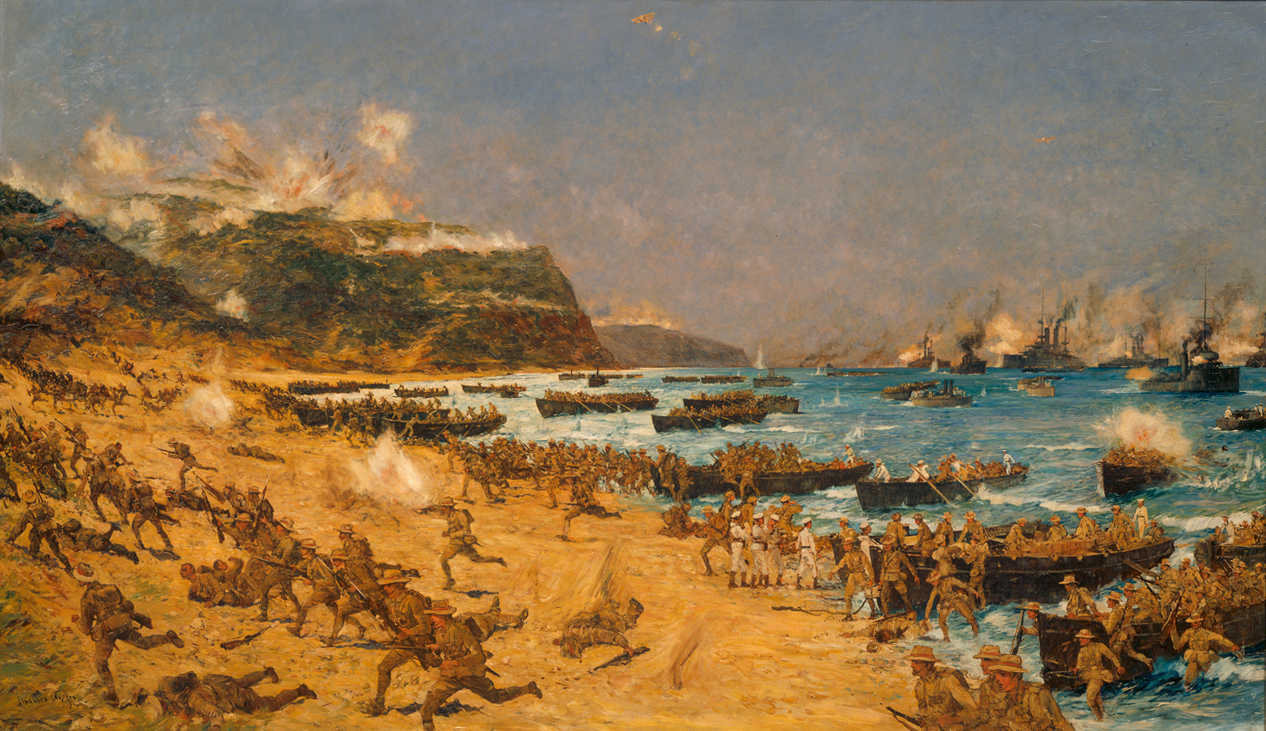
ガリポリの戦いでの上陸戦

## 第二次世界大戦
ガリポリの戦いの教訓は上陸戦の様相に大きな一石を投じたが、これを踏まえて戦後に研究開発を活発化させたのが大日本帝国陸軍とアメリカ海兵隊であった。
大戦に先駆けて、1932年の第一次上海事変の際の七了口上陸作戦において、まず日本陸軍のシステムが早速実戦投入され、有効性が確認された。また日中戦争緒戦でも、1937年には杭州湾への上陸作戦が行われたほか、太平洋戦争でもマレー作戦などで上陸戦が生起した。これらの戦闘において、日本軍は海空陸戦力を密接に協同させた作戦を展開しており、米軍により「海洋電撃戦」（maritime blitzkrieg）として高く評価された一方、特に中国沿岸で圧倒的な制海制空権下での成功体験を積み重ねたことは、後に太平洋戦域において強大な米英の海空軍に対抗するにあたり、陸海軍協同の阻害要因となった。
これらの問題点がまず顕在化したのが1942年のガダルカナル島の戦いで、海軍が艦隊決戦を重視したために陸戦の支援が疎かとなって緊密な陸海協同が阻害され、陸軍が企図した兵力と物資を揚陸できなかったほか、陸軍も制空権・制海権の争奪を伴う上陸戦に対応できず、いたずらに損害を増大させて敗北に至った。これを契機として太平洋戦域において日本が守勢に回ると、今度はアメリカ軍による水陸両用作戦と、これに対する日本軍の上陸防御作戦が展開されるようになった。当初、日本軍の上陸防御作戦は海軍陸戦隊・根拠地隊によって担われていたが、多くの不備が指摘されたことから、1943年後半より陸軍が本格的に介入しはじめた。
上陸防御にあたり、陸軍は河川防御の戦術を応用して汀線での防御を行った。本来は、汀線に沿って水際防御を行ったのち、内陸にむけて構築された何層もの陣地に拠る縦深防御や、戦車なども投入した機動防御を行うのが原則であるが、特に守勢に転じてからしばらくは、しばしば資機材や準備期間の不足のために縦深防御の体制が不十分で、また連合軍上陸部隊に対する圧倒的な火力支援によって防御側の連携が取れず、水際防御のみで組織的抵抗を終了せざるをえない例も相次いだ。しかし日本側の体制が不十分で兵力的にも圧倒的に劣勢だったタラワの戦いでも攻略終了まで3日、洞窟陣地などを利用した縦深防御を行いえたペリリューの戦いでは60日以上を要しており、上陸戦において防御側を完全に制圧することの困難さも明らかになった。
連合国はヨーロッパの西部戦線でも上陸戦を展開しており、特に1944年のノルマンディー上陸作戦は最も有名な上陸戦となった。こちらの上陸部隊はアメリカ陸軍が主体となり、またエアボーンによる空中機動作戦もあわせて展開された。太平洋と同様、上陸準備の砲・爆撃が思ったほどの成果を挙げず、ドイツ国防軍の第一線部隊の損害は少なかったが、完全な奇襲が成功したことと欺騙効果が持続したことで、後方に拘置されていた反撃部隊の投入が遅れ、水際防御は失敗した。また航空阻止による交通遮断も奏功して、続く内陸反撃も果たせなかった。

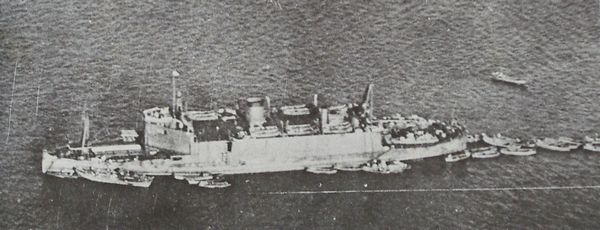
広東攻略戦中、大亜湾において大発動艇を発進させる神州丸
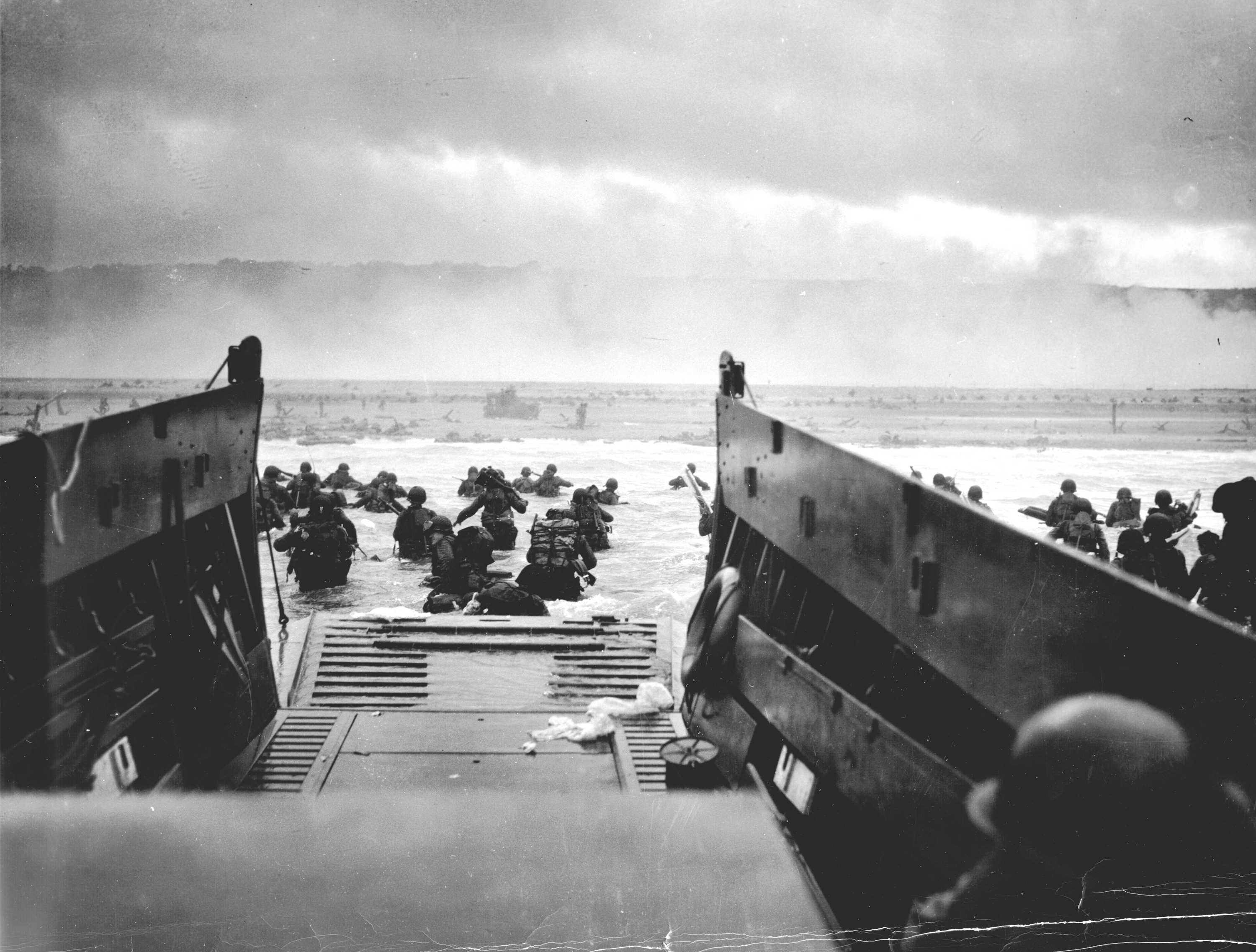
ノルマンディー上陸作戦中、LCVPより上陸するアメリカ陸軍兵士
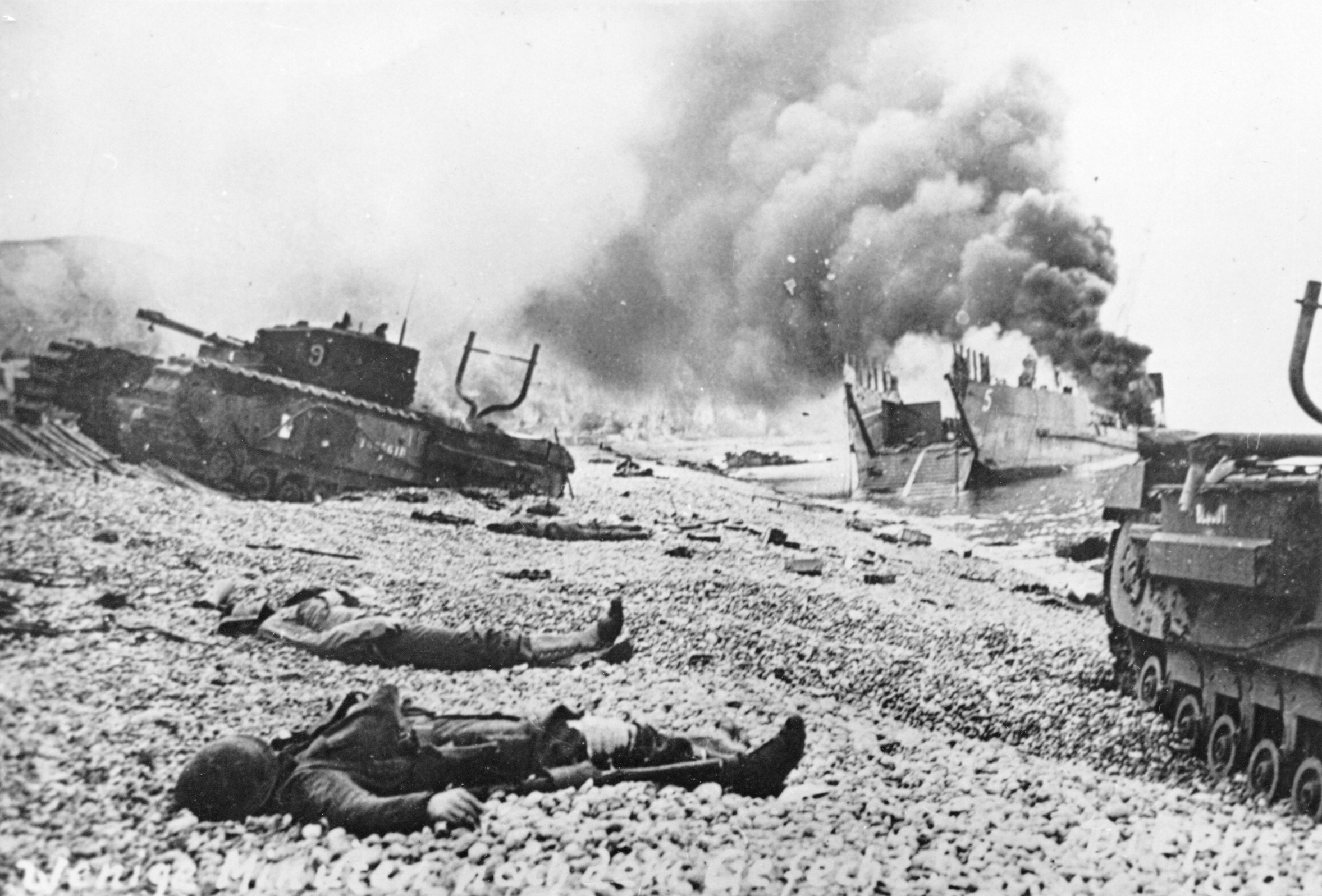
ディエップの戦い、チャーチル歩兵戦車にはDeep wading（英語版）用のY字型吸排気パイプを付けている。

### 大戦中の上陸作戦・上陸防御作戦の要素
- 潮候推算機（英語版） - ノルマンディー上陸作戦では潮の満ち引きは枢軸国側により極秘とされたため、測定などを行い相手側に兆候を知らせないためにも計算して、上陸作戦時の目標となる時刻が決定された[19]。干潮の場合は、敵の障害物がほとんど露出しているが歩兵が歩く距離が長くなる。逆に満潮の場合は、敵の障害物が海の底で確認しずらく、歩兵の歩く距離が短いという要素がある。

障害物
ナチスドイツは、大西洋の壁と呼ばれる海岸防衛線を築いた。主に設置された障害物は以下のものがある。
- Belgian Gate（英語版）
- log posts ‐ 杭の先端に対戦車（対舟艇）地雷を括り付けたもの
- log ramps ‐ 三角錐状に組んだ木材の海岸側の辺に対戦車（対舟艇）地雷を括り付けたもの
- チェコの針鼠

### 大戦中の主な上陸戦
欧州戦域
- アシカ作戦 - 計画のみ
- ディエップ上陸作戦
- トーチ作戦
- ハスキー作戦
- イタリア侵攻 (第二次世界大戦)
- アンツィオ上陸作戦
- オーバーロード作戦
- ドラグーン作戦

太平洋戦域
- コタバル上陸作戦
- ウェーク島上陸作戦
- ウォッチタワー作戦
- アッツ島の戦い
- タラワの戦い
- マキンの戦い
- サイパンの戦い
- グアムの戦い
- レイテ島の戦い
- ペリリューの戦い
- 硫黄島の戦い
- 沖縄戦
- ダウンフォール作戦 - 中止された

## 現代
1950年に勃発した朝鮮戦争では、朝鮮人民軍（北朝鮮軍）の後方深くに対して国連軍が仁川上陸作戦を行い、攻勢転移のきっかけとなったが、これは第二次大戦型の水陸両用作戦としては最後のものであった。一方、ヘリコプターの性能向上に伴って、アメリカ海兵隊は同戦争での地上戦においてヘリボーン戦術を導入しており、これを水陸両用作戦に応用するための研究も行われていた。
史上初めてヘリボーン戦術による水陸両用作戦を実施したのは、1956年の第二次中東戦争におけるイギリス海兵隊であった。11月6日、コマンドー母艦「オーシャン」、「シーシュース」から発進したウェストランド ホワールウィンドおよびブリストル シカモアなどヘリコプター22機により、89分間で415名の海兵隊員および23トンの物資が揚陸されて、ポートサイドを確保した。米ソの介入によって戦争目的そのものは達成されなかったものの、へリボーンの新しい可能性が示された。
1982年のフォークランド紛争では、発端となったサウスジョージア侵攻の際、アルゼンチン海兵隊はピューマおよびアルエットIIIによって上陸した。イギリス軍もヘリコプターを活用しており、揚陸の際に使用したほかにも、フォークランド諸島の道路状況が極めて劣悪だったために、上陸後の移動でもヘリボーンが多用されることになった。
1991年の湾岸戦争では、砂漠の嵐作戦の地上攻撃段階においてクウェート正面で水陸両用作戦を行うことも検討されたものの、機雷や地対艦ミサイルなど海岸防御排除に時間がかかることや、付近のインフラストラクチャーに対する被害が懸念されたことから、結局は実施されなかった。ただし同地への水陸両用作戦の可能性をイラク側に意識させ続けることが重要であると考えられたことから陽動は継続されたほか、イラク軍が撤退したり白旗を揚げたりした島嶼に対するヘリコプターや小型舟艇による上陸は行われた。

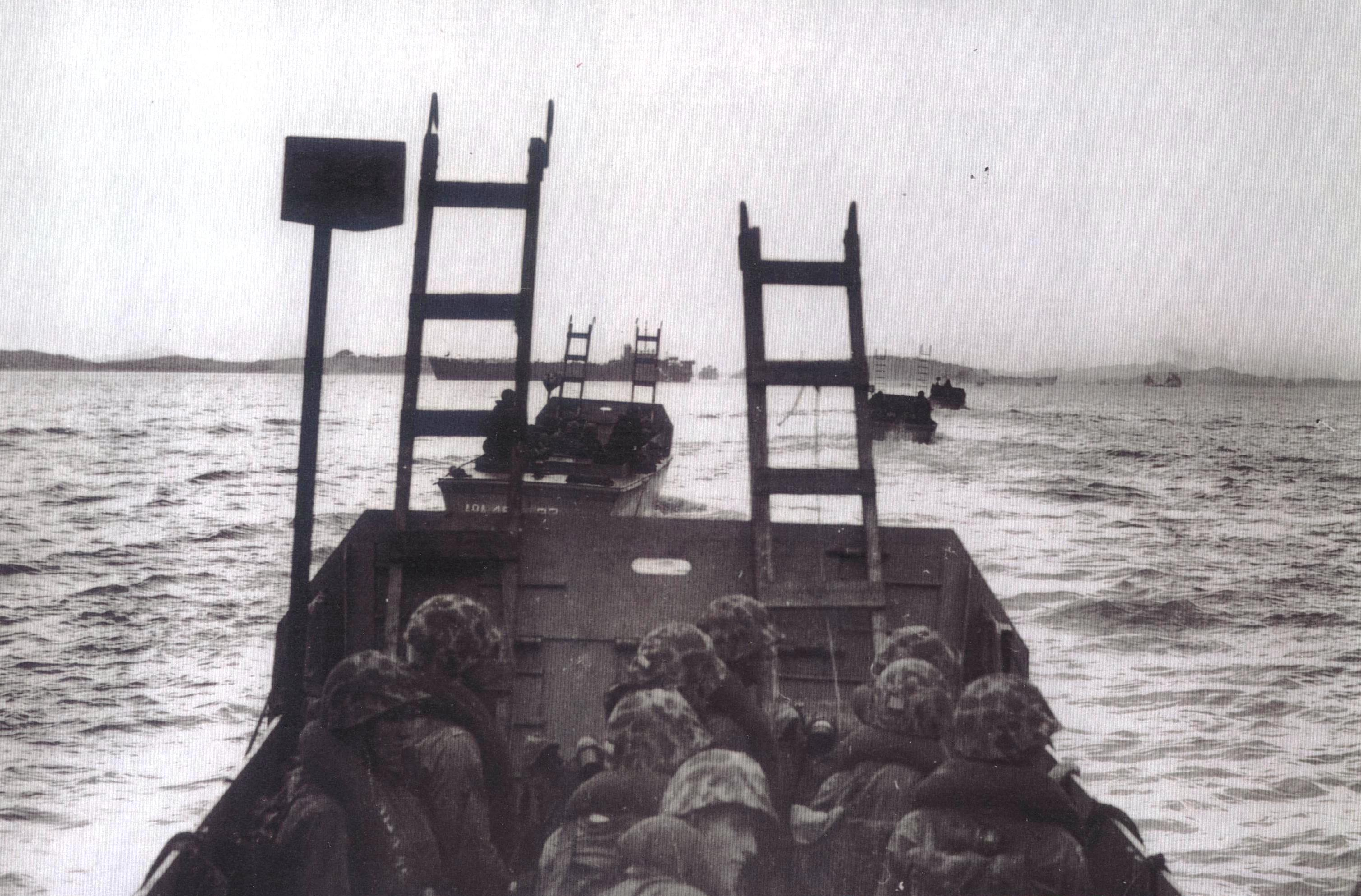
仁川上陸作戦で海兵隊員を乗せて航行する上陸用舟艇[注 3]
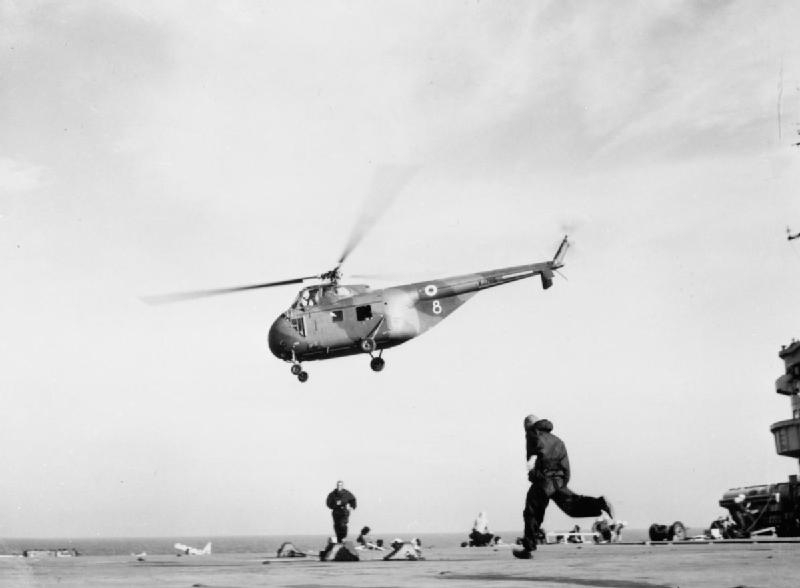
コマンドー母艦「オーシャン」から発進するホワールウィンド